# Akadálymentesítés

Finn közlekedési tábla: Mozgáskorlátozottak számára kijelölt út

Az akadálymentesítés olyan tudatos tevékenységek összefoglaló neve, melyek a különféle (fizikai, érzékszervi vagy értelmi) képességbeli hátránnyal élők számára igyekszik olyan körülményeket biztosítani, amelyek lehetővé teszik számukra minden olyan tevékenység elvégzését, amelyben akadályoztatva vannak. Az akadálymentesítés célja annak biztosítása, hogy egy fogyatékossággal élő személy egy létesítményt, vagy szolgáltatást önállóan, biztonságosan, kényelmesen tudjon használni, illetve igénybe venni.

## Az akadálymentesítés típusai
Akadálymentesítés lehet az épített környezet, használati tárgyak, eszközök tudatos kialakítása vagy átalakítása, például mozgássérülteknek egy lépcsőn való feljutás lehetővé tétele vagy látássérülteknek a tájékozódás biztosítása. Hallássérültek (hallókészüléket viselők) segítése kiépített indukciós hurok segítségével.
Az informatika területén az Világháló használatának elősegítése, ami aztán lehetőséget ad az elektronikus közszolgáltatások használatára is. Az internet használatát megkönnyíti a felhasználók számára az, ha akadálymentes weboldalakat készítünk. Egy weboldal akadálymentessége rendkívül sok tényezőn múlik. Ide tartozik a képek szöveges kiegészítésekkel való ellátása, a navigáció áttekinthetővé tétele, ugrólinkek (skip link) használata, megfelelő betűtípusok, és megfelelő színek választása.
A műszaki megoldások tekintetében megkülönböztetjük a személyi és intézményi akadálymentesítést. A személyi akadálymentesítés eszközei olyan mobil berendezések, amelyeket csak egyetlen személy használ, és mindig magával viheti (például lépcsőkuli vagy hernyótalpas lépcsőnjáró). Az intézményi akadálymentesítés eszközei fixen vannak telepítve, és több rászorulót is kiszolgálnak (például korlátlift vagy emelőlap).

## Jogi háttere
Az akadálymentesítés elsődleges jogi háttere az esélyegyenlőségi törvény, amely megköveteli a fogyatékossággal élők számára az önálló életvitel és a társadalmi életben való aktív részvétel biztosítását.
Fontos kiinduló pont továbbá a Fogyatékossággal élő személyek jogairól szóló ENSZ egyezmény. Az ENSZ egyezmény általánosabban fogalmazza meg a szükséges feladatokat. Ezért a Hozzáférhetőség fogalmat használja. „A fogyatékossággal élő személyek önálló életvitelének és az élet valamennyi területén történő teljes körű részvételének lehetővé tétele érdekében a részes államok megfelelő intézkedéseket tesznek, hogy másokkal azonos alapon biztosítsák a fogyatékossággal élő személyek számára a fizikai környezethez, a közlekedéshez, az információhoz és kommunikációhoz, beleértve az információs és kommunikációs technológiákat és rendszereket, valamint más, nyilvánosan hozzáférhető vagy rendelkezésre álló lehetőségekhez és szolgáltatásokhoz való hozzáférést, mind városi, mind vidéki területeken. Ezek az intézkedések, amelyek magukban foglalják a hozzáférési akadályok és korlátok beazonosítását és felszámolását”. Szintén az ENSZ egyezmény vezette be az Egyetemes tervezés fogalmát. Amely megközelítésében is más, mint az akadálymentesítés módszertana. „Egyetemes tervezésen a termékek, a környezet, a programok és szolgáltatások oly módon történő tervezését értjük, hogy azok minden ember számára a lehető legnagyobb mértékben hozzáférhetőek legyenek: adaptálás, vagy speciális tervezés szükségessége nélkül. Az egyetemes tervezés nem zárhatja ki a fogyatékossággal élő személyek csoportjai számára szükséges támogató-segítő eszközök és technológiák indokolt esetben történő használatát.”
Magyarországon a A 2018. évi LXXV. törvény írja elő a közszférabeli honlapok számára a weboldalaik akadálymentesítését.

## Szakmai követelmények

Akadálymentesített hely jelzése

Az akadálymentesítés építészeti követelményeit az OTÉK tartalmazza, de van számos, külföldi példákon alapuló ajánlás is, amelyek segítséget nyújtanak a megfelelő környezet kialakításában.
A Nemzetközi Szabványügyi Szervezet 2011-ben tette közzé, majd 2021 módosította az ISO 21542 nemzetközi szabványt. Eredeti címe: „Building construction – Accessibility and usability of the built environment”.
Az Európai Szabványügyi Bizottság (CEN) és a CENELEC 2014-ben publikált egy irányelvet arra vonatkozóan, hogy hogyan kell a hozzáférhetőség követelményeit megjeleníteni a szabványokban ez elsősorban a szabvány készítőknek szóló előírásokat fogalmaz meg. Amely meghatározza, hogy hogyan kell egy szabványt elkészíteni úgy, hogy az figyelembe vegye a speciális szükségletű emberek igényeit. Ez alapján ez a szemléletmód szép lassan beépül az európai szabványokba, és azokon a szabványokon keresztül megteremti az akadálymentesítés, hozzáférhetőség, egyetemes tervezés szempontrendszereinek szabványos követelményeit.
A weboldalak akadálymentesítését a WCAG szabvány szabályozza. Ezt a szabványt lajstromszámmal látták el és az ISO/IEC:40500 nevet adták neki. Az Európai Unióban az EN 301 549 nevű szabvány magában foglalja a WCAG-t. A WCAG első verziója még 1999-ben jelent meg. 2022-ben a közszférában a WCAG 2.1 használata kötelező.

## Digitális vagy Infokommunikációs akadálymentesítés[13]
A digitális akadálymentesítés két fő területet érint: a fizikai (pl. Braille billentyűzet, fejegér, lábegér), hardver elemek elérhetőségét, kezelhetőségét, valamint a digitális szolgáltatások, szoftverek (pl. pislogás vezérelt és figyelem monitorozó alkalmazások, kontraszt, méret és színállítási megoldások) kezelhetőségét. Olyan digitális megoldások, ill. tevékenység összefoglaló megnevezése, mely arra irányul, hogy a fizikai, értelmi és érzékszervi fogyatékossággal élő emberek is egyenlő esélyekkel használják az infokommunikációs eszközöket. Ez a tudatos tevékenység arra irányul, hogy a fogyatékkal élők számára olyan körülményeket biztosítsanak, amelyek lehetővé teszik minden olyan tevékenység elvégzését a törvényi előírásnak megfelelően, amelyben akadályoztatva vannak: 1998. évi XXVI. törvény a fogyatékos személyek jogairól és esélyegyenlőségük biztosításáról 4. § ha) a szolgáltatás egyenlő eséllyel hozzáférhető akkor, ha igénybevétele – az igénybe vevő állapotának megfelelő önállósággal – mindenki, különösen a mozgási, látási, hallási, mentális és kommunikációs funkciókban sérült emberek számára akadálymentes, kiszámítható, értelmezhető és érzékelhető, 4. § hc) az információ egyenlő eséllyel hozzáférhető akkor, ha az mindenki, különösen a mozgási, látási, hallási, mentális és kommunikációs funkciókban sérült emberek számára kiszámítható, értelmezhető és érzékelhető, az ahhoz való hozzájutás pedig az igénybe vevő számára akadálymentes. A világ legtöbb országában Web Akadálymentesítési Útmutató 2.0 (WCAG 2.0) webes szabvány szerinti akadálymentességi szabványt tekintik a jogi szabályozás alapjának. A hazai pályázatokon általában a legalacsonyabb, „A” szintű akadálymentességet várják el, de egyre többször már az eggyel magasabb „AA” (két A) szint elérését írják elő. Informatikailag akadályozottnak számítanak olyan nem fogyatékos személyek is, akik a munkavégzés során valamilyen okból kifolyólag az átlagfelhasználótól eltérő informatikai megoldásokat igényelnek (pl. szerelőcsarnok zajában dolgozók, a honlap nyelvét idegen nyelvként használók, technológiai hátrányban lévő emberek, idősek, átmenetileg sérült, balesetet szenvedett dolgozók).
Olyan digitális megoldások, illetve tevékenységek összefoglaló megnevezése, amelyek arra irányulnak, hogy a mozgás-, a látás-, a hallás-, az értelmi sérültek vagy kommunikációs funkcióikban akadályozott emberek is egyenlő esélyekkel használhassák az infokommunikációs eszközöket. A digitális akadálymentesítés két fő területet érint:
- a fizikai, a hardverelemek elérhetőségét, kezelhetőségét (pl. Braille billentyűzet, fejegér, lábegér), valamint
- a digitális szolgáltatások, szoftverek kezelhetőségét (pl. szemvezérelt és figyelem-monitorozó alkalmazások, kontraszt, méret és színállítási megoldások).

## Érdekességek
Az akadálymentesítés fogalma Magyarországon a rendszerváltást követően vált szélesebb körben ismertté. Az épített környezet hozzáférhetőségének első kötelező előírásai az 1990-es évek közepén jelentek meg az országos településrendezési és építési követelményekben (OTÉK).
A legismertebb akadálymentességet jelző szimbólum a kerekesszékes nemzetközi jel (International Symbol of Access), amelyet 1968-ban vezettek be, és azóta világszerte használják parkolóknál, középületeknél és közlekedési eszközöknél.
A gyakorlatban az akadálymentesítés sokféle formában megjelenhet: például rámpák és emelőlapok segítik a kerekesszéket használókat a közlekedésben, a járdákon taktilis burkolati jelek nyújtanak tájékozódási pontokat a látássérülteknek, a közintézményekben pedig jelnyelvi tolmácsszolgáltatás segítheti a siket és nagyothalló embereket.
Az informatika területén a webes akadálymentességre hívja fel a figyelmet a WCAG szabvány, amelyet az internet megjelenése óta folyamatosan fejlesztenek. Magyarországon a 2000-es években indult el a „vakbarát honlap” minősítés, amely a szabvány hazai elterjesztését szolgálta.